# Austrálie na Zimních olympijských hrách 2006
Austrálii na Zimních olympijských hrách v roce 2006 reprezentovala výprava 40 sportovců (23 mužů a 17 žen) v 10 sportech.

## Medailisté
| Medaile | Jméno            | Sport                | Soutěž                 |
| ------- | ---------------- | -------------------- | ---------------------- |
| Zlato   | Dale Begg-Smith  | Akrobatické lyžování | Muži jízda v boulích   |
| Bronz   | Alisa Camplinová | Akrobatické lyžování | Ženy akrobatické skoky |